# 卡倫·沃西
卡倫·沃西（Calum Worthy，1991年1月28日—）是加拿大的一位演員、作家和製作人.。他曾經獲得過青年藝人獎。沃西出演過多部電影，並且客串出演過天賜等電視劇。

## 外部連結
- 卡倫·沃西在互联网电影资料库（IMDb）上的資料（英文）